# Cosmopterix navarroi
Cosmopterix navarroi là một loài bướm đêm thuộc họ Cosmopterigidae. Loài này có ở Argentina (Tucumán).
Cá thể trưởng thành được ghi nhận vào tháng 11.